# Ланишће (Јастребарско)
Ланишће су насељено место у Републици Хрватској у Загребачкој жупанији. Административно је у саставу града Јастребарског.
Насеље се налази на надморској висини од 90 метара, а простире се на површини од 1,74 км2.

## Становништво
Према задњем попису становништва из 2001. године у насељу Ланишће живело је 110 становника који су живели у 32 породична домаћинства. Густина насељености је 63,22 становника на км2
Кретање броја становника по пописима 1857—2001.
| година пописа  | 1857. | 1869. | 1880. | 1890. | 1900. | 1910. | 1921. | 1931. | 1948. | 1953. | 1961. | 1971. | 1981. | 1991. | 2001. |
| бр. становника | 39    | 51    | 57    | 55    | 49    | 49    | 45    | 45    | 37    | 41    | 34    | 16    | 2     | 0     | 110   |

Напомена: У 1991. без становника.